# Molophilus helmsi
Molophilus helmsi är en tvåvingeart som beskrevs av Frederick Askew Skuse 1890. Molophilus helmsi ingår i släktet Molophilus och familjen småharkrankar. Inga underarter finns listade i Catalogue of Life.